# 帕维尔·梅希克
帕维尔·雅科夫列维奇·梅希克（俄语：Па́вел Я́ковлевич Ме́шик，1910年—1953年12月23日），乌克兰人，反间谍局副局长，是贝利亚的亲信，斯大林去世后被提拔为乌克兰共和国内务部长，1953年贝利亚被捕后，被免职逮捕处决。